# BX1
BX1, anciennement Télé Bruxelles, est un média d'information régionale belge francophone de service public centré sur Bruxelles, ses contenus sont diffusés sur Internet, à la télévision, et depuis septembre 2019, à la radio.

## Histoire de BX1
Télé Bruxelles est créée en 1985 sous forme juridique d'asbl comme télévision locale et communautaire. Elle jouit aujourd'hui du statut de télévision locale au sens du décret Services de Médias audiovisuels de la Fédération Wallonie-Bruxelles de février 2009 et constitue de fait la télévision régionale francophone de la Région de Bruxelles-Capitale, entité fédérée du Royaume de Belgique.
Télé Bruxelles a été créée par des responsables politiques bruxellois qui travaillaient à la construction de la troisième région du pays, concrétisée en 1989. Son premier Directeur, Michel Jocquet (de 1985 à 1996), en a été le fondateur et la cheville ouvrière. C'est sous son mandat que la chaîne est passée de l'émission hebdomadaire hébergée sur un canal de la RTBF, au statut de chaîne à part entière, possédant son canal propre et son journal télévisé quotidien (1988).
Elle n'a depuis eu cesse de développer ses programmes, affirmant une ambition plus généraliste et européenne sous l'impulsion de son deuxième Directeur, Michel Huisman (de 1997 à 2006).
Le troisième directeur, Marc de Haan, recentre la chaîne sur les programmes d'information, diversifie les recettes et les vecteurs de diffusion.
En janvier 2016, la chaîne a adopté un nouveau nom « BX1 ». La raison essentielle est de signifier au public sa transformation en plateforme d'information multimédia, qui comprend toujours la télévision mais se développe fortement sur le net, via les sites BX1.be ; Vivreici.be ; une chaîne youtube et les réseaux sociaux. BX1 travaille également au lancement d'une radio.
L'histoire de BX1 est marquée par une lutte incessante pour l'élargissement de sa diffusion[réf. nécessaire]. Après l'obtention d'un canal propre sur Bruxelles en 1988, elle s'est très vite sentie à l'étroit dans les limites de la région bruxelloise, considérant que sa zone naturelle de diffusion devait en déborder largement, le droit à l'information de tout citoyen belge devant franchir les frontières régionales. Or plusieurs entraves ont été mises à sa diffusion : l'interdiction de diffusion en Flandre par le Gouvernement flamand de Luc Van den Brande (CVP) en 1996 d'une part, les barrières légales du décret de la Fédération Wallonie-Bruxelles empêchant son rayonnement en Wallonie d'autre part. Situation surréaliste à la belge : on pouvait voir des télévisions du monde entier sur le câble, sauf celle de la capitale du pays, si l'on n'y habite pas.
Plusieurs étapes importantes ont donc permis de briser ce carcan : la mise en ligne des principales émissions de la chaîne sur un site internet propre en 2007 (telebruxelles.be), la montée sur les plateformes mobiles en 2010, le passage au live streaming en 2011, enfin la montée sur la TNT en novembre 2011 grâce au rapprochement avec la RTBF. Enfin, à la faveur d'un accord entre les télévisions locales permettant de lever le veto sur la diffusion hors de la zone de couverture, BX1 est depuis 2015 diffusée en Wallonie sur Proximus TV (un accord est recherché également avec Voo).
En décembre 2018, BX1 a également annoncé le lancement d'une future webradio, avec l'espoir de diffuser cette station sur la FM et le DAB+ à l'occasion de l'appel d'offre lancé par le Conseil supérieur de l'audiovisuel en janvier 2019. BX1 a ainsi signé un nouveau contrat de gestion liant la Commission communautaire française de la région de Bruxelles-Capitale et BX1 pour la période 2019-2024, et décrivant BX1 comme « éditeur de contenus numériques d’information régionale sur tous les supports ». Cette radio est annoncée comme « complémentaire à la télévision » et a été lancée en septembre 2019 sur le site de BX1+.
Désireuse de contribuer au rayonnement de Bruxelles hors de ses frontières, ouverte sur le monde, BX1 maintient toutefois sa ligne éditoriale résolument bruxelloise. Ce canal s'est toujours défini avant tout comme télévision régionale, généraliste et de proximité. Sa mission première reste l'information, principalement à travers ses journaux télévisés et ses magazines d'actualité.

Évolution des logos de Télé Bruxelles.
Logo de 1985 à 2005.
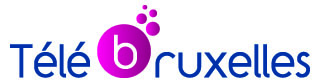
Logo de 2005 à 2016.

## Organisation

### Statut
BX1 est constituée en Association sans but lucratif, et à ce titre relève du secteur privé non marchand, et de la commission paritaire 329 (secteur socio-culturel). Elle détient son autorisation d'émettre du décret sur les Services de Médias Audiovisuels de la Communauté Française qui régit son cadre de fonctionnement et définit ses missions de service public. Elle fonctionne enfin dans le cadre d'un contrat de gestion conclu avec la Commission Communautaire Française (Cocof) de Bruxelles. Il s'agit donc d'un opérateur assurant une mission de service public.

### Financement
Le financement de BX1 est constitué d'environ 20 % de recettes commerciales et 80 % de recettes publiques, se partageant entre des subsides de la Cocof (principal pouvoir subsidiant), un subside de fonctionnement de la Communauté Française et diverses aides à l'emploi.

### Ressources humaines
BX1 emploie entre cinquante et soixante équivalents temps plein, dont un nombre significatif sous statut ACS (agent contractuel subventionné). Sa politique de ressources humaines privilégie le salariat, mais fait appel à des intermittents là où la flexibilité de l'activité l'exige. La masse salariale est le poste de dépenses le plus important de la chaîne.

### Dirigeants
Le conseil d'administration de BX1 est constitué conformément au Décret SMA et à la loi dite du pacte culturel, il comprend des membres du secteur associatif ou culturel et des représentants du secteur politique dont le nombre ne peut dépasser la moitié du conseil, et qui ne peuvent détenir de mandat dans un exécutif ou une assemblée parlementaire (à l'exception du conseil communal).
Le comité de direction comprend le directeur général et les directeurs responsables de services : finances, ressources humaines, rédaction, exploitation et technique.
- Président : Maroun Labaki ;
- Directeur Général : Marc de Haan ;
- Rédacteur en chef, Directeur de l'Information : Arnaud Gabriel
- Directeur des Programmes : Jean-Jacques Deleeuw ;
- Directeur Administratif et Financier : Marc Depauw ;
- Directeur technique & exploitation : Raphaël Jamar ;
- Directrice des Ressources Humaines : Sandrine Tichon.

### Siège
Le bâtiment abritant les studios de la chaîne depuis 1995 est une ancienne manufacture de tabac reconvertie par la SDRB (Société de développement pour la région de Bruxelles-Capitale), la fabrique de cigarettes Gosset à Molenbeek-Saint-Jean. BX1 développe actuellement un projet de construction d'un nouveau siège boulevard Reyers, dans le pole de développement régional Mediapark.

## Programmes
Toute l'actualité est diffusée en priorité sur le net, ainsi que nombre de magazines. Les programmes de télévision sont diffusés en multidiffusion, avec deux rendez-vous structurants que sont « Le 12h30 », en radio et en télévision à midi trente, et le journal télévisé de 18h, du lundi au vendredi, et un journal télévisé par jour le week-end.

### News et magazines de société
- Le 18h ;
- Le 12h30 ;
- "+d'Actu" ;
- L'air du temps (météo et info-service) ;
- Autrement ;
- Versus ;
- Mont des Arts ;
- Hors Cadre ;
- Les experts ;
- Bien entendu - le journal ;
- En immersion ;
- Le Tram ;
- Séance publique.

### Magazines culturels
- Le Courrier Recommandé (LCR) ;
- Coup 2 Pouce[8] Seule émission télé faite par des jeunes[réf. nécessaire] ;
- Culture/10 ;
- À vos Cas ! ;
- ArchiUrbain ;
- Air de familles.

### Divertissements et sports
- Ciné Qua Non ;
- T'es de sortie ? ;
- Froud et Stouf ;
- O.C.T.A.V.E. ;
- Sport ;
- Foutsal ;
- Le Match.

### Lifestyleet business
- After ;
- Big Boss.

## Animateurs et journalistes ayant marqué la chaîne
- Daniel Soudant (journaliste) ;
- Jean Montagne (animateur) ;
- Melissa Israël (animatrice) ;
- Éric Frère (animateur) ;
- Marie-Noëlle Dinant (journaliste) ;
- Françoise Ledune (journaliste) ;
- Marc de Haan (Rédacteur en chef de 1997 à 2007) ;
- Marc Debont (journaliste) ;
- Marie-Christine Maillard (animatrice) ;
- Caroline Veyt (animatrice) ;
- Regis De Rath (journaliste) ;
- Éric Russon (journaliste) ;
- Dominique Brynaert (journaliste) ;
- Murielle Berck (Rédactrice en chef adjointe depuis 2023) ;
- Valérie Leclercq (journaliste) ;
- Jean-Christophe Pesesse (journaliste) ;
- David Courier (journaliste) ;
- Erik Nyindu (journaliste) ;
- Stéphanie Meyer (Rédactrice en chef adjointe depuis 2012) ;
- Carmen Coulon (Secrétaire de rédaction de 2007 à 2011) ;
- Philippe Jourdain (Rédacteur en chef de 2007 à 2011) ;
- Marine Hubert (journaliste) ;
- Pierre Beaudot (journaliste) ;
- Arnaud Despiegelaere (journaliste) ;
- Fabrice Grosfilley (Rédacteur en chef de 2012 à 2016 et éditorialiste depuis 2019) ;
- Sabine Ringelheim (journaliste) ;
- Jo Gérard (chroniqueur) ;
- Sabrine Zorman (journaliste) ;
- Thierry Dutoit (journaliste) ;
- Caroline Hamaide (journaliste) ;
- Patrick Vermeire (animateur) ;
- Alexandra Römer (attachée de presse, animatrice) ;
- Filomeno Mascia (journaliste) ;
- Michel Geyer (journaliste) ;
- Pierre-Alexis Matton (journaliste) ;
- Christophe Durant (journaliste) ;
- Cyprien Houdmont (journaliste) ;
- Camille Tang Quynh (journaliste) ;
- Thomas Dufrane (journaliste) ;
- Catarina Letor (journaliste) ;
- Jessica Matthys (animatrice) ;
- Adeline Bauwin (journaliste).

## Réalisateurs ayant marqué la chaîne
- Jacques Raket ;
- Guy Reyter ;
- Thierry Rasquin ;
- Patrick Paulo ;
- David Fiore ;
- Vincent Demarcin ;
- Xavier Depovere ;
- Éric Tamundele ;
- Thierry Vandevelde ;
- Édouard Mahieu ;
- Cédric Robert ;
- Christophe Clin.